# Jurassic World: Das gefallene Königreich
Jurassic World: Das gefallene Königreich (Originaltitel: Jurassic World: Fallen Kingdom) ist ein Film von J. A. Bayona, der am 6. Juni 2018 in die deutschen Kinos kam. Bei dem Film handelt es sich um eine Fortsetzung von Jurassic World aus dem Jahr 2015 und damit den fünften Teil der Jurassic-Park-Filmreihe. Die Fortsetzung Jurassic World: Ein neues Zeitalter lief im Juni 2022 an.

## Handlung
Drei Jahre nach der Zerstörung von „Jurassic World“ droht ein Vulkanausbruch auf Isla Nublar. Die Menschheit steht vor der Frage, ob sie die Dinosaurier retten oder erneut aussterben lassen soll. Der US-Senat verweigert eine staatliche Beteiligung an der Rettung. Benjamin Lockwood, ehemaliger Geschäftspartner des Jurassic Park-Gründers John Hammond, kontaktiert die frühere Parkchefin Claire Dearing, die jetzt eine gemeinnützige Organisation zur Rettung der Dinosaurier führt. Der schwerreiche und schwerkranke Lockwood verfügt über eine geschützte Insel, wo die Dinosaurier in Ruhe und Sicherheit leben können. Die Organisation der Expedition übernimmt Lockwoods Vertrauter und Generalbevollmächtigter Eli Mills, den Claire vor Jahren flüchtig an der Uni kennengelernt hatte. Claire rekrutiert Owen Grady, der die intelligente Raptorin Blue ausfindig machen soll, da diese die letzte Überlebende der vier Velociraptoren ist, die er einst trainiert und großgezogen hat.
Nachdem Owen und Claire zusammen mit der Veterinärin Dr. Zia Rodriguez und dem IT-Experten Franklin Webb, beides Mitarbeiter aus Claires Organisation, auf Isla Nublar gelandet sind, dringen sie mit einer von dem Söldner Ken Wheatley geleiteten Sicherheitsmannschaft in eine völlig eingestaubte Computerzentrale vor. Franklin kann sie jedoch wieder aktivieren und Blue orten, woraufhin sich Owen auf den Weg zu dieser macht. Als die Sicherheitsleute entgegen Owens Anweisungen versuchen, Blue zu betäuben, wehrt sich diese und wird infolgedessen angeschossen und gefangen genommen. Owen wird ebenfalls betäubt und im Urwald zurückgelassen. Als er wieder zu sich kommt, beginnt der Vulkanausbruch. Diesem knapp entkommen, sehen Owen, Claire und Franklin, wie mehrere gefangene Dinosaurier unter der Leitung von Ken Wheatley, der den Sauriern Zähne für seine private Sammlung zieht, auf einen Frachter verladen werden. Die drei schmuggeln sich auf das Schiff und entkommen von der Insel, wo die verbliebenen Tiere dem Vulkanausbruch zum Opfer fallen. An Bord treffen sie Zia wieder, die von Wheatley gezwungen wird, Blue zu behandeln. Es wird klar, dass nur eine Bluttransfusion sie am Leben erhalten kann, weshalb Owen und Claire dem betäubten Tyrannosaurus rex Blut abnehmen und es anschließend Blue transfundieren.
Wie sich herausstellt, sollen die Tiere auf das Anwesen von Lockwood gebracht und dort von Mills und dem Auktionator Gunnar Eversoll an verschiedene Interessenten, darunter auch Waffenhändler, versteigert werden, anstatt sie auf einer neuen Insel anzusiedeln. Als Lockwood dies herausfindet und Mills damit konfrontiert, erstickt dieser ihn mit einem Kissen. Owen und Claire verfolgen die Transporter nach der Ankunft im Hafen, werden aber erkannt und im Lockwood-Anwesen eingesperrt. Auf der Auktion wird der gentechnisch veränderte „Indoraptor“ vorgeführt, welcher mit Laserzielführung zum Angriff befehligt werden kann. Mit Hilfe eines Stygimoloch können sich Owen und Claire aus der Gefangenschaft befreien. Sie lassen das Tier auf der Auktion frei, woraufhin Chaos ausbricht und die Käufer fliehen. Wheatley  verschießt Betäubungspfeile auf den Indoraptor, um ihm einen Zahn für seine Sammlung zu ziehen. Der stellt sich jedoch nur betäubt, greift Wheatley dann an und tötet ihn. Anschließend bricht er aus dem Käfig aus und tötet Eversoll. Owen, Claire und Lockwoods Enkelin Maisie, die diesen tot in seinem Bett vorgefunden hat, treffen auf Mills. Dieser offenbart den dreien, dass Maisie nicht die Enkelin von Lockwood, sondern ein Klon von dessen früh verstorbenen Tochter ist.
Als der Indoraptor die Gruppe überrascht, versteckt sich Maisie in ihrem Zimmer. Unterdessen konnte sich Blue, die sich wieder erholt hat, mit Hilfe von Franklin und Zia aus ihrer Zelle befreien. Nach einem Schusswechsel entweicht giftiger Cyanwasserstoff aus einem Behälter. Der Indoraptor dringt in Maisies Zimmer ein, wird aber von Blue und Owen aufgehalten. Beim finalen Kampf auf dem Dach des Anwesens stürzt Blue mit dem Indoraptor durch ein Glasdach, woraufhin dieser auf dem fossilen Schädel eines Triceratops aufgespießt wird. Der austretende Cyanwasserstoff gefährdet das Leben aller im Anwesen gefangenen Dinosaurier. Claire will die Tiere schweren Herzens sterben lassen, doch dann werden sie von Maisie mit der Begründung, sie sei selbst ein Genexperiment und dürfe weiterleben, freigelassen. Der flüchtende Mills wird vom Tyrannosaurus gefressen.
Am Schluss sieht man den Umriss des Mosasaurus in einer Brandungswelle, auf der zahlreiche Menschen nichtsahnend surfen, der T-rex brüllt einen Löwen im Zoo an, und die Velociraptorin Blue läuft über einen Hügel nahe einer Stadt.
In der Post-Credit-Szene kann man drei Pteranodon auf dem Eiffelturm in Las Vegas sehen.

## Produktion

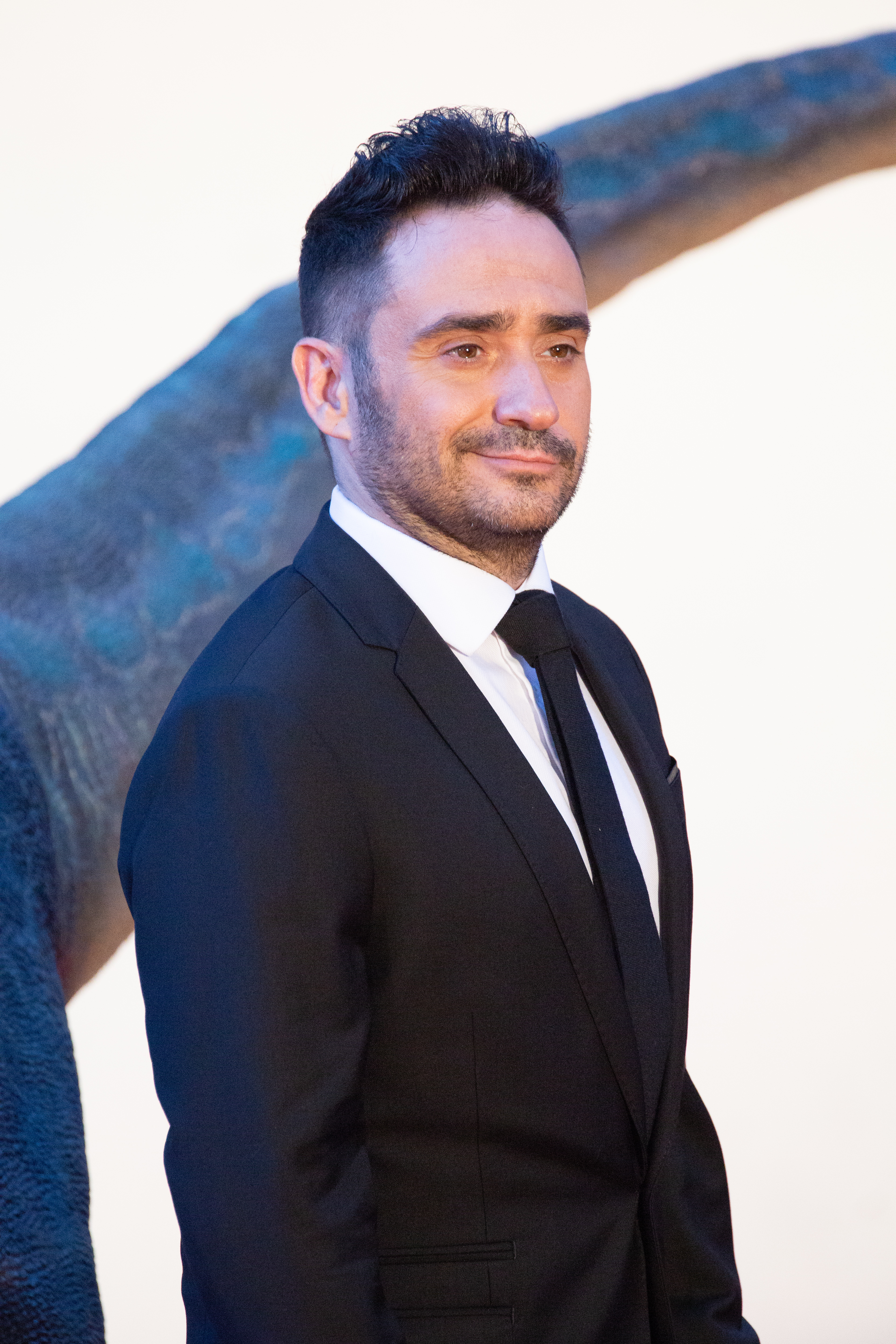
Regisseur Juan Antonio Bayona

Die Regie übernahm Juan Antonio Bayona. Das Drehbuch zum Film schrieben Derek Connolly und Colin Trevorrow, der bei dem Vorgängerfilm Jurassic World noch Regie führte. Nach Aussage des Regisseurs sollte Jurassic World 2 nicht nur eine einfache Fortsetzung und mittlerer Teil einer Trilogie sein, sondern auch wesentlich mehr als der erste Film eine Verbindung zu Jurassic Park schlagen. Hierfür stand Bayona ein Budget von 260 Millionen US-Dollar zur Verfügung, und damit 110 Millionen US-Dollar mehr als bei Jurassic World, dessen Produktionskosten sich auf 150 Millionen US-Dollar beliefen. Das Drehbuch stammt abermals von Derek Conolly und Colin Trevorrow, der zudem zusammen mit Steven Spielberg und Frank Marshall als Produzent tätig war. Im Juni 2017 wurde der Originaltitel des Films Jurassic World: Fallen Kingdom bekannt.

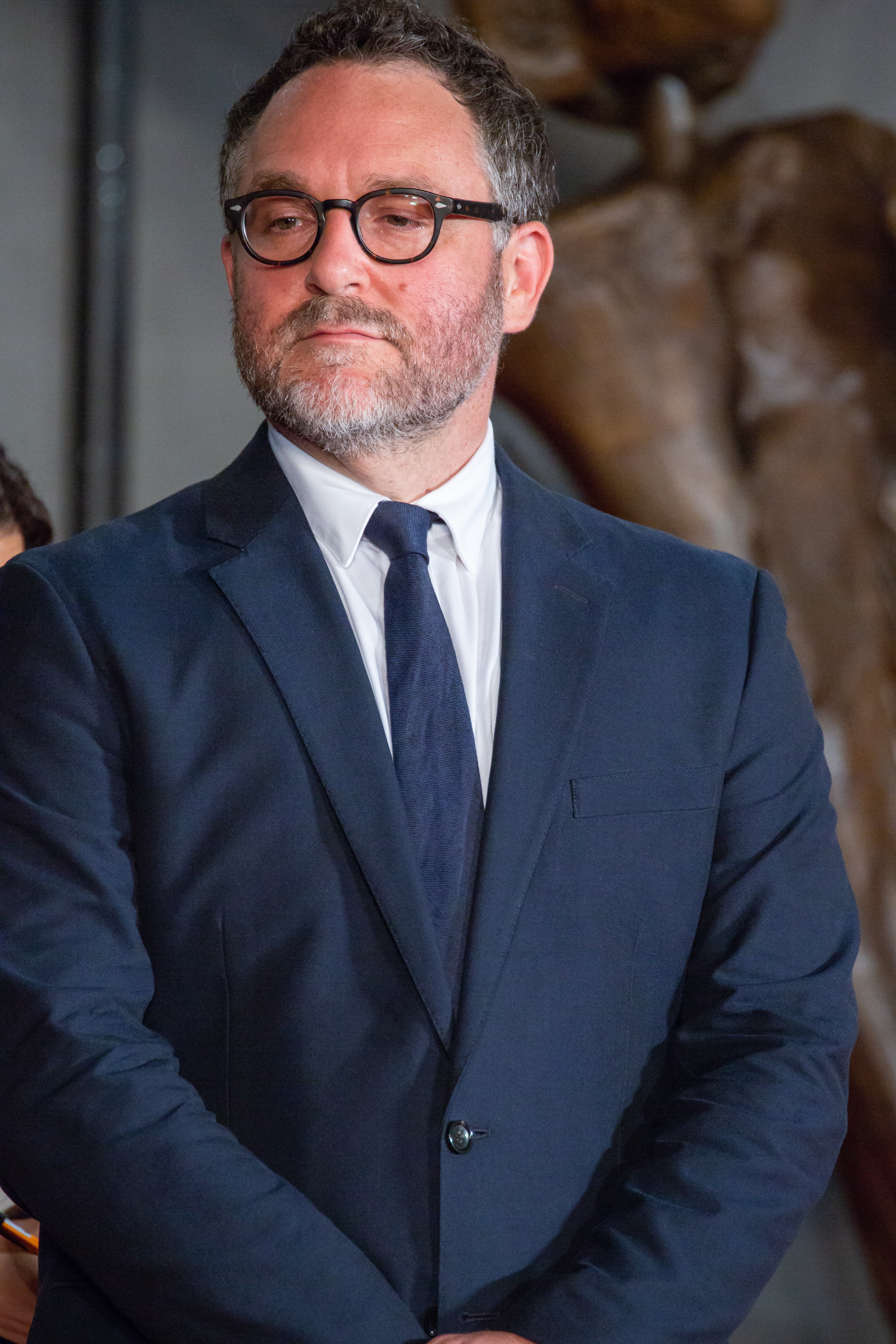
Colin Trevorrow bei der Premiere des Films in Japan im Juni 2018

Bryce Dallas Howard und Chris Pratt spielen erneut die Hauptcharaktere Claire Dearing und Owen Grady. Auch sind Jeff Goldblum als Dr. Ian Malcolm und B. D. Wong als Dr. Henry Wu wieder zu sehen. In weiteren Rollen spielen Toby Jones, Rafe Spall, Daniella Pineda, James Cromwell, Ted Levine und Geraldine Chaplin, die bereits in Bayonas letztem Film Sieben Minuten nach Mitternacht auftrat.
Die Dreharbeiten begannen im Februar 2017. Zu den Drehorten zählten Hawaii, die Pinewood Studios in London und der Brecon-Beacons-Nationalpark in Wales. Bayona arbeitete mit Óscar Faura zusammen, mit dem er bereits Sieben Minuten nach Mitternacht gedreht hatte, und setzte statt auf CGI-Effekte verstärkt auf Puppenspieler und Animatroniker. Die Dreharbeiten endeten Anfang Juli 2017.
Die von Oscar-Preisträger Michael Giacchino komponierte Filmmusik wurde am 15. Juni 2018 von Back Lot Music veröffentlicht.
Auf dem Ende Juni 2017 vorgestellten Filmplakat fand sich die Unterzeile „Life finds a way“ (dt.: „Das Leben findet einen Weg“). In Steven Spielbergs erstem Film aus dem Jahr 1993 benutzte Doctor Ian Malcolm diese Phrase, nachdem ihm die Wissenschaftler des Parks erklärten, sie hätten nur weibliche Dinosaurier erschaffen, um deren unkontrollierte Fortpflanzung zu unterbinden: „The kind of control you’re attempting […] it’s not possible. Life finds a way.“
Im ersten Trailer, der am 8. Dezember 2017 auf YouTube erschien, wurde enthüllt, dass die Isla Nublar eine aktive Vulkaninsel ist, weshalb darüber diskutiert wird, ob man die Dinosaurier retten oder sterben lassen soll. Der dazu konsultierte Dr. Ian Malcolm bleibt bei seiner alten Meinung: „Das Leben lässt sich nicht einsperren. [Es] überwindet alle Barrieren. Das Leben […] findet einen Weg. Immer.“ Owen Grady und Claire Dearing, die sich seit den Erlebnissen im letzten Film auseinandergelebt haben, versuchen währenddessen auf eigene Faust, zumindest Owens Velociraptor Blue zu retten, wobei sie auch auf Rexy, den Tyrannosaurus aus Jurassic Park und Jurassic World stoßen. Ein weiterer Trailer folgte Anfang Februar 2018 im Rahmen der Super-Bowl-Werbepause.
Der Film feierte am 21. Mai 2018 im Madrider WiZink Center seine Weltpremiere. Am 6. Juni 2018 um 00:06 Uhr startete er in den deutschen und am 22. Juni 2018 in den US-Kinos.

## Einbindung in die Filmreihe
Chris Pratt und Bryce Dallas Howard übernahmen nach Jurassic World ein weiteres Mal die Rollen von Owen Grady und Claire Dearing. Außerdem spielte B. D. Wong zum dritten Mal nach Jurassic Park und Jurassic World seine Rolle als Dr. Henry Wu. Nach 21 Jahren war Jeff Goldblum erneut als Dr. Ian Malcolm zu sehen.
Dazu enthält der Film zahlreiche Reminiszenzen an die früheren Filme der Reihe. So wird erneut wie im ersten Teil eine angebundene Ziege an einen T-rex verfüttert, ein Geländewagen zerdrückt, eine Tür durch einen Saurier geöffnet, vergeblich eine Zugtür geschlossen und gezeigt, wie eine Saurierherde aus Panik flieht. Auch Motive aus dem zweiten Teil finden sich wieder, so zum Beispiel Wilderer, die Dinosaurier fangen, oder auch die medizinische Versorgung eines Tieres.

## Synchronisation
Die deutschsprachige Synchronfassung wurde nach einem Dialogbuch von Klaus Bickert unter der Dialogregie von Björn Schalla durch die Berliner Synchron produziert. Die Synchronsprecher waren:
| Rolle                 | Darsteller          | Synchronsprecher |
| --------------------- | ------------------- | ---------------- |
| Owen Grady            | Chris Pratt         | Leonhard Mahlich |
| Claire Dearing        | Bryce Dallas Howard | Maria Koschny    |
| Maisie Lockwood       | Isabella Sermon     | Xara Eich        |
| Dr. Ian Malcolm       | Jeff Goldblum       | Martin Umbach    |
| Eli Mills             | Rafe Spall          | Rainer Fritzsche |
| Franklin Webb         | Justice Smith       | Marco Eßer       |
| Dr. Zia Rodriguez     | Daniella Pineda     | Alice Bauer      |
| Henry Wu              | B. D. Wong          | Torsten Sense    |
| Gunnar Eversoll       | Toby Jones          | Michael Pan      |
| Sir Benjamin Lockwood | James Cromwell      | Jochen Schröder  |
| Iris                  | Geraldine Chaplin   | Karin Buchholz   |
| Ken Wheatley          | Ted Levine          | Jan Spitzer      |

## Rezeption

### Altersfreigabe
In den USA wurde der Film von der MPAA als PG-13 eingestuft. In Deutschland erhielt der Film eine Freigabe ab 12 Jahren. In der Freigabebegründung heißt es: „Der Film ist rasant inszeniert und enthält eine Vielzahl dramatischer Spannungsmomente, bei denen Dinosaurier Menschen attackieren und töten oder fressen. Die körperliche Gewalt wird aber nie übermäßig ausgespielt. […] Zudem bleibt stets klar, dass den sympathischen Hauptfiguren nichts geschehen wird.“

### Kritiken
Bislang konnte der Film 46 % der Kritiker bei Rotten Tomatoes überzeugen und erreichte auf Metacritic einen Metascore von 51 von 100 möglichen Punkten.
Daniel Krüger vom Musikexpress meint, Regisseur Juan Antonio Bayona wisse, dass man Dinosaurier sowieso nicht sinnvoll in eine schlüssige Handlung einbetten kann, und setze daher sofort auf eine Inszenierung, die so klassisch ist wie das Universal-Logo vor Filmbeginn: „Style over Substance“. Wie Bayona die Idylle der Insel und auch die Insel selbst in Stücke reißt, zähle jetzt schon zu den aufregendsten Sequenzen des Kinojahres, so Krüger.
Der Film-Dienst bewertete den Film mit zwei von fünf möglichen Sternen. Marius Nobach urteilte, dass der Film zwar vielversprechend beginne und zum Beispiel mit der Flucht der Saurier und Menschen vor dem Vulkanausbruch eine „grandiose, ebenso spannende wie ergreifende Action-Sequenz“ als frühen Höhepunkt biete. Danach kehre das Drehbuch aber rasch zu Handlungssträngen mit dem „Schwerpunkt auf ruchlosen Jägern und finsteren Hintermännern, die aus den Sauriern ein lohnendes Privatgeschäft machen wollen“, zurück und wiederhole insofern den Plot von Vergessene Welt: Jurassic Park. Storyverlauf und Charaktere besäßen erhebliche Logiklücken, und mit der Wahl des Herrenhauses als Schauplatz reize der Film die Absurdität bis ins Letzte aus. Insgesamt bleibe er hinter dem Vorgängerfilm zurück.
Von der Deutschen Film- und Medienbewertung wurde Jurassic World: Das gefallene Königreich mit dem Prädikat wertvoll versehen.

### Einspielergebnis
Die weltweiten Einnahmen des Films aus Kinovorführungen belaufen sich auf fast 1,31 Milliarden US-Dollar, womit er sich auf Platz 24 (Stand: 19. April 2025) der finanziell erfolgreichsten Filme aller Zeiten und auf Platz 3 der erfolgreichsten Filme des Jahres 2018 befindet. Allein 417,72 Millionen US-Dollar konnte er im nordamerikanischen Raum einspielen. In Deutschland verzeichnete der Film bisher 2.403.690 Besucher und konnte 25,85 Millionen Euro einnehmen, womit er sich auf Platz 7 der Jahres-Charts 2018 befindet.

### Auszeichnungen (Auswahl)
Anfang Dezember 2018 wurde bekannt, dass sich der Film in der Vorauswahl für die Oscarverleihung 2019 in der Kategorie Beste visuelle Effekte befand.
Goldene Himbeere 2019
- Nominierung als Schlechtester Nebendarsteller (Justice Smith)[23]

Golden Trailer Awards 2019
- Auszeichnung für den Besten TV-Spot eines Actionfilms
- Nominierung für das Beste Filmposter eines Actionfilms[24]

Nickelodeon Kids’ Choice Awards 2019
- Auszeichnung als Lieblings-Verklopper (Chris Pratt)[25]

People’s Choice Awards 2018
- Nominierung als Actionfilm des Jahres
- Nominierung als Männlicher Filmstar des Jahres (Chris Pratt)
- Nominierung als Filmstar des Jahres – Actionfilm (Chris Pratt)
- Nominierung als Weiblicher Filmstar des Jahres (Bryce Dallas Howard)[26]

Satellite Awards 2018
- Nominierung für die Besten visuellen Effekte[27]

Saturn-Award-Verleihung 2019
- Nominierung als Bester Science-Fiction-Film

Teen Choice Awards 2018
- Auszeichnung als Choice Summer Movie Actor (Chris Pratt)
- Auszeichnung als Choice Summer Movie Actress (Bryce Dallas Howard)
- Nominierung als Choice Summer Movie[28]

## Fortsetzung
Den Abschluss der Jurassic-World-Trilogie bildet der Film Jurassic World: Ein neues Zeitalter, der im Juni 2022 veröffentlicht wurde.
Im Februar 2019 wurde zudem berichtet, dass im Sommer 2019 ein Kurzfilm als Vorfilm zu Fast & Furious: Hobbs & Shaw gezeigt werden soll. Zwar kam es letztendlich nicht zu einer Veröffentlichung Anfang August 2019, doch Colin Trevorrow bestätigte Mitte desselben Monats, dass der Kurzfilm mit dem Titel Battle at Big Rock noch kommen werde. Der Kurzfilm wurde schlussendlich am 15. September 2019 auf dem US-Sender FX Network erstausgestrahlt und im Anschluss online veröffentlicht.